# Kostel Nejsvětější Trojice (Malý Háj)
Kostel Nejsvětější Trojice je římskokatolický kostel zasvěcený Nejsvětější Trojici v Malém Háji v okrese Most. Byl postaven v letech 1781–1783.

## Historie
Stavba kostela začala po návštěvě císaře Josefa II., který v roce 1766 při své cestě po Krušných horách navštívil také Malý Háj a Rudolice a obyvatelům slíbil zřídit školu a kostel. Stavbu přerušila válka o bavorské dědictví (1778–1779) a pokračovala až v roce 1781. Kostel byl dokončen v roce 1783 a vysvěcen roku 1791. V roce 1852 se stal farním kostelem.
Od roku 1987 je kostel chráněn jako kulturní památka. Přesto kostel chátral a až v na konci 90. let 20. století prošel celkovou rekonstrukcí.

## Architektura
Klasicistní kostel stojící na vyvýšené planině je dominantou okolí.
Vybavení kostela pochází ze zrušeného hřbitovního kostela v Lounech. Jedná se o hlavní oltář z první čtvrtiny 18. století s oltářním obrazem Svaté Trojice a sochami čtrnácti svatých pomocníků a obraz sv. Josefa s Jezulátkem na bočním oltáři. Z lounského kostela pochází také kazatelna a varhany.